# Iosefo Masi
Iosefo Masi, född 9 maj 1998, är en fijiansk rugbyspelare. Han ingick i det fijianska lag som tog guld i sjumannarugby vid OS 2020 och silver vid OS 2024 i Paris.